# Ana María Zurita Expósito
Ana María Zurita Expósito (Santa Cruz de Tenerife, 3 de novembre de 1963) és una arquitecta i política espanyola, diputada del Partit Popular al Congrés durant la XII legislatura.

## Biografia
És arquitecta especialitzada en Edificació i Urbanisme, així com en Gestió del Territori, i treballa com a funcionària a l'Ajuntament de Santa Cruz de Tenerife. Des de 2011 fins a 2015 va ser regidora a l'Ajuntament de Santa Cruz de Tenerife i des de 2015 és Consellera del Cabildo de Tenerife. De 2012 a 2016 va ser membre del Comitè Executiu Popular Regional. També ocupa el càrrec de Coordinadora Regional d'Infraestructures, Territori i Medi ambient dins de la direcció del Partit Popular Canari. El juny de 2016 va ser candidata per Santa Cruz de Tenerife al Congrés dels Diputats, moment des del qual exerceix el seu càrrec com a diputada.

## Reconeixements
- Premi Regional d'Arquitectura Manuel Oraá (1995), pel disseny del Centre de Visitants de Sant Sebastià de la Gomera.[4]
- Segon Premi del Congrés Internacional de Construcció Sostenible (Oslo, 2002), per la seva obra de la seu de l'Institut Tecnològic i d'Energies Renovables (ITER).